# 大头毛鳞菊
大头毛鳞菊（学名：Melanoseris macrocephala）为菊科毛鳞菊属的植物，是中国的特有植物。分布于中国大陆的西藏等地，多生于山坡林缘、草坡以及灌丛中，目前尚未由人工引种栽培。